# Flażolet

Flażolety na instrumentach strunowych (zaznaczono progi w przypadku gitar)

Flażolet – sposób wydobywania dźwięku (np. z instrumentu strunowego) polegający na tym, że jedna składowa harmoniczna dominuje nad innymi, w szczególności nad tonem podstawowym. 
Nazwy flażoletów pochodzą od interwałów, które uzyskałoby się ze struny przez jej skrócenie w danym punkcie i tak flażolet uzyskany przez dotknięcie struny w 1/2 długości to flażolet oktawowy, w 1/3 – kwintowy, w 1/4 – kwartowy, w 1/5 – wielkotercjowy, w 2/5 – wielkosekstowy i w 1/6 – małotercjowy. 
W przypadku instrumentów strunowych (np. instrumentów smyczkowych, jak skrzypce lub wiolonczela, czy szarpanych, jak gitara lub gitara basowa), flażolet uzyskuje się poprzez delikatnie przyłożenie palca w punktach węzłowych struny: w ½ (12 próg) lub w 1/3 (7 próg), 1/4 (5 próg), 1/5, 2/5, 1/6 długości struny i pobudzenie jej do drgań poprzez pociągnięcie smyczka czy – w przypadku instrumentów szarpanych – uderzenie w pobliżu mostka. 
Flażolety na instrumentach smyczkowych dzielą się na:
- naturalne – uzyskiwane przez przyłożenie palca w punktach węzłowych na pustej strunie;
- sztuczne – uzyskiwane przez skrócenie struny jednym palcem, podczas gdy inny przykłada się do struny w punkcie węzłowym.

Możliwe jest też uzyskanie podwójnych flażoletów na dwóch sąsiednich strunach.
Flażolety na fortepianie są możliwe do wykonania poprzez delikatne przyłożenie palca do struny w punkcie węzłowym i równoczesne uderzenie klawisza odpowiadającego tej strunie.  
Na harfie flażolety uzyskuje się następująco: boczną powierzchnię dłoni przykłada się lekko do struny w punkcie węzłowym, palcami drugiej ręki szarpie się strunę. 
Wydobycie flażoletu możliwe jest również na instrumentach dętych przez odpowiednie przedęcie. Ostatnio zaczęto wykorzystywać flażolety w innowacyjnej technice gry smyczkiem na wibrafonie. Także możliwe jest zrobienie tego na talerzach za pomocą smyczka lub odpowiedniego przejechania czubkiem pałki po powierzchni talerza.

## Flażolety na gitarze basowej
- W połowie 3. progu: DGCF
- 3. próg: BEAD
- 4. próg: Gis Cis Fis H
- 5. próg: EADG
- 7. próg: BEAD
- 10. próg: Gis Cis Fis H
- 12. próg: EADG

Wyżej tak samo jak w obrębie pierwszej oktawy.
Wyróżniamy dwa rodzaje flażoletów: naturalne, wykonywane przez lekkie dotknięcie palcem pustej struny w określonym miejscu oraz sztuczne – wydobywane ze strun skróconych (w przypadku skrzypiec i altówki możliwe do wykonania są flażolety kwintowe i kwartowe, wykonywane poprzez przyciśnięcie struny pierwszym palcem – wskazującym – i lekkie dotknięcie jej czwartym – małym).

Flażolety